# Cláudio da Silva
Cláudio Giovani Alves da Silva (, ) é um remador brasileiro.
Integrou a delegação nacional que disputou os Jogos Pan-Americanos de 2011 em Guadalajara, no México, como timoneiro.